# Padauguvos miškas II
Padauguvos miškas II este o arie protejată (sit de importanță comunitară — SCI) din Lituania întinsă pe o suprafață de 1.384,54 ha, integral pe uscat.

## Localizare
Centrul sitului Padauguvos miškas II este situat la coordonatele 55°03′40″N 23°43′09″E / 55.0612°N 23.7193°E.

## Înființare
Situl Padauguvos miškas II a fost declarat sit de importanță comunitară în aprilie 2022 pentru a proteja un număr necunoscut de specii din flora spontană și fauna sălbatică aflate în arealul zonei.

## Biodiversitate
Situată în ecoregiunea boreală, aria protejată conține 5 habitate naturale: Păduri caducifoliate bătrâne naturale hemiboreale fino-scandinave (Quercus, Tilia, Acer, Fraxinus sau Ulmus) bogate în specii epifite, Păduri fino-scandinave bogate în ierburi cu Picea abies, Păduri caducifoliate de mlaștină fino-scandinave, Păduri de stejar sau de stejar și carpen sub-atlantice și medio-europene de Carpinion betuli, Păduri aluvionare cu Alnus glutinosa și Fraxinus excelsior (Alno-Padion, Alnion incanae, Salicion albae).
La baza desemnării sitului se află un număr nedeclarat de specii protejate.